# Sankt Pauli kyrka, Eskilstuna
Sankt Pauli kyrka är en kyrka i S:t Johannes församling. Den ligger i Skiftinge och är församlingens fjärde yngsta kyrka.

## Kyrkobyggnaden
Kyrkan uppfördes efter ritningar av arkitektfirman Smedark i Eskilstuna och invigdes 1978. Kyrkan har fasader klädda med rödmålad locklistpanel och ett sadeltak täckt med svartmålad plåt. Ihopbyggda med kyrkan finns församlingslokaler.
Sydväst om kyrkan finns en klockstapel av trä med skiffertäckt sadeltak. Stapeln vilar på plintar av betong. Stapeln är äldre än kyrkan och uppförd 1950. I stapeln hänger två klockor.

## Inventarier
- På altaret finns ett träkrucifix som är ritat och tillverkat av skulptören Erik Sand i Strängnäs.
- Textilier som tillverkats av Birgitta Hagnell-Lindén och Åsa Martinsson.

### Orgel
- Orgeln med 13 stämmor och två manualer är byggd 1978 av Walter Thür Orgelbyggen AB i Torshälla. Orgeln är mekanisk.

| Huvudverk I    | Svällverk II      | Pedal      | Koppel |
| Gedackt 8´     | Rörflöjt 8´       | Subbas 16´ | I/P    |
| Principal 4´   | Koppelflöjt 4´    | Pommer 4´  | II/P   |
| Spetsflöjt 4´  | Principal 2´      |            | II/I   |
| Waldflöjt 2´   | Nasat 1 1/3'      |            |        |
| Mixtur 3 chor  | Tremulant         |            |        |
| Rörskalmeja 8' | Crescendosvällare |            |        |
| Tremulant      |                   |            |        |

## Galleri

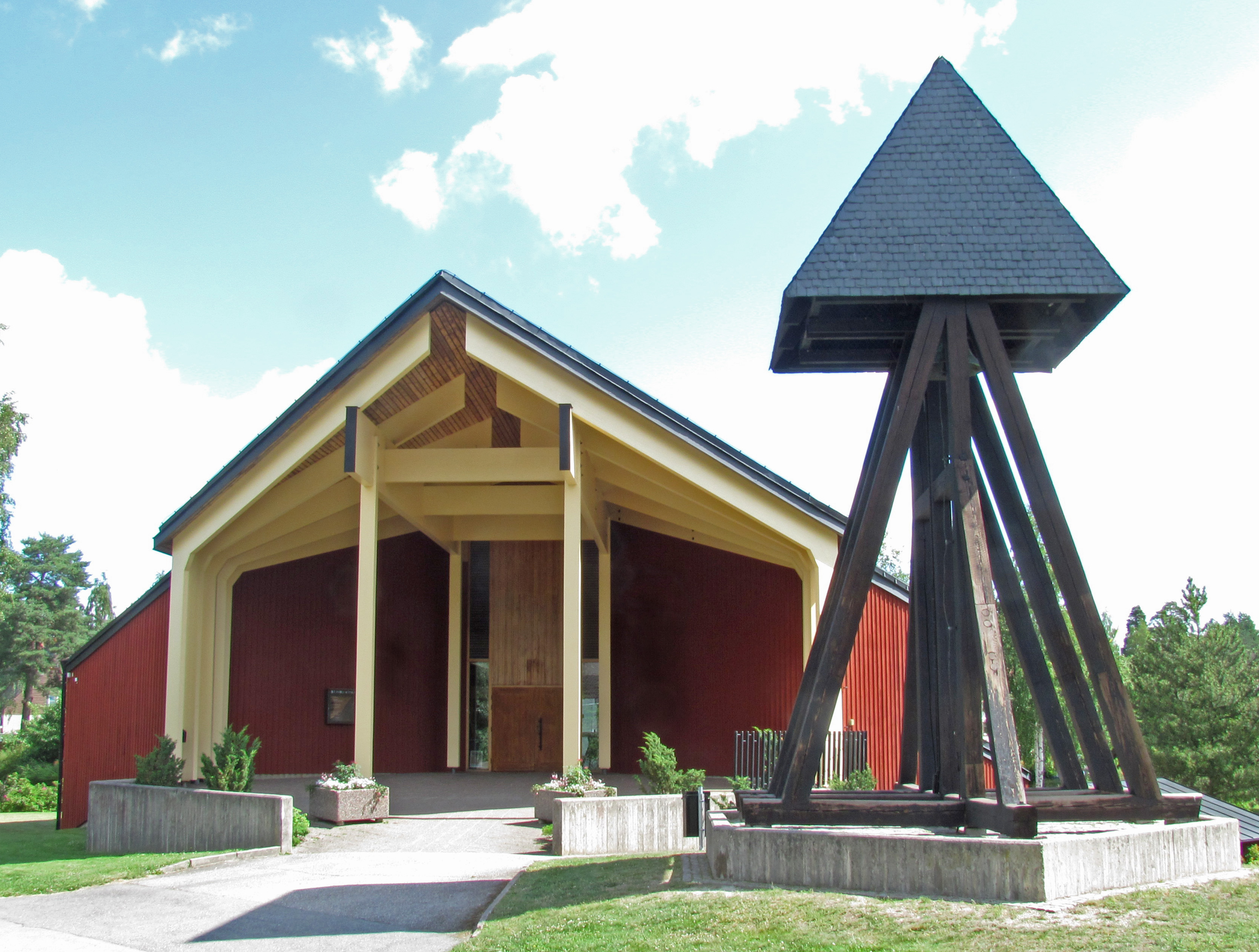
Sankt Pauli kyrka från sydväst
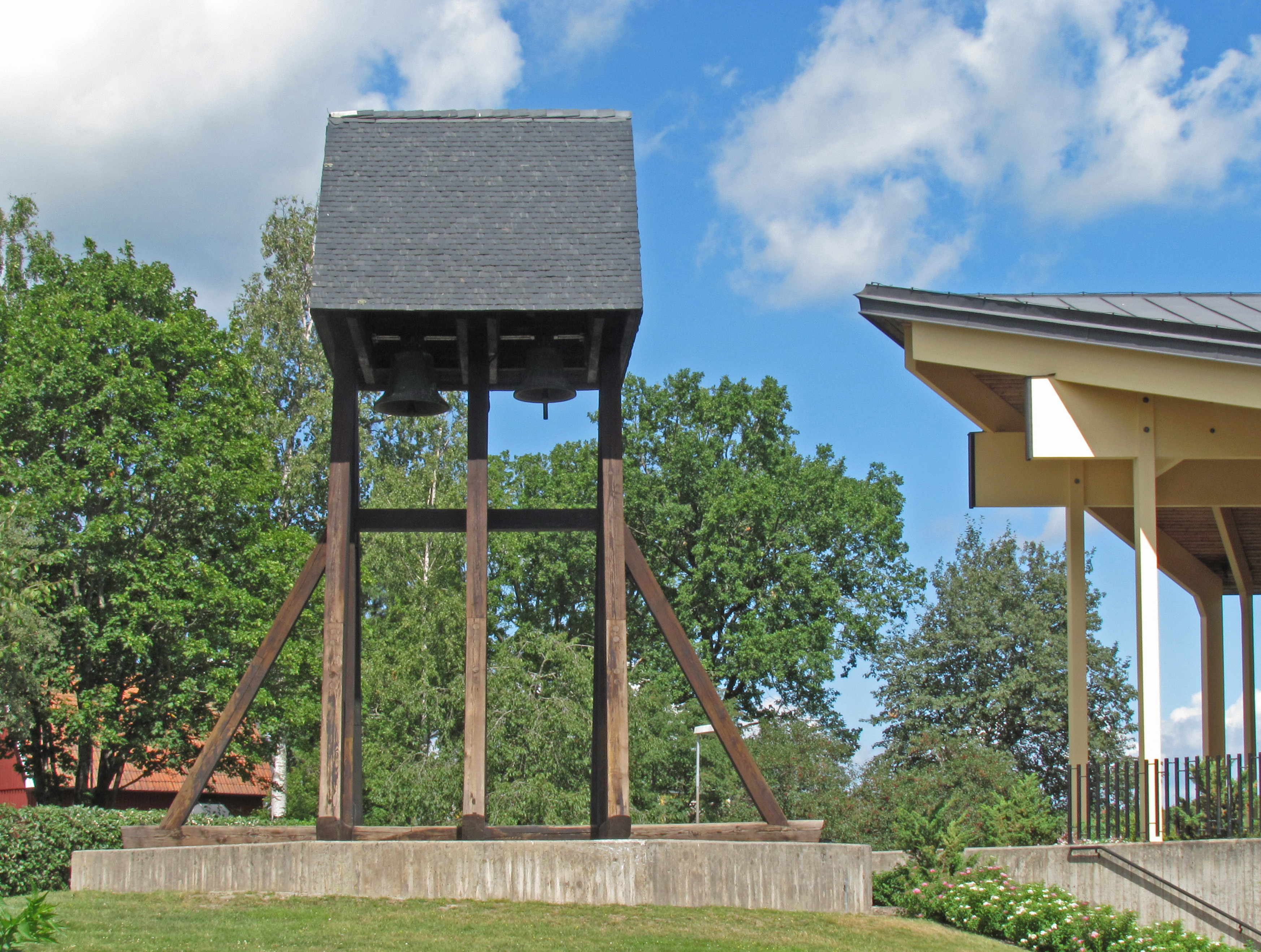
Klockstapeln